# Fanol Perdedaj
Fanol Perdedaj (Gjakova, 1991. július 16. –) jugoszláv születésű koszovói-német származású labdarúgó, aki jelenleg az 1. FC Saarbrücken játékosa. Korosztályos szinten a német válogatottban is szerepelt.

## Pályafutása
Fiatal éveiben a TSV Lichtenberg, 1. FC Wilmersdorf klubjaiban szerepelt, majd 2002 a Hertha BSC akadémiájára került. A 2009–10-es szezon előtt a klub akkori edzője, Lucien Favre felhívta az első csapatba. Itt csak a kispadon kapott a szezon során helyett, de a második csapatba rendszeresen játszott. A következő szezon elején Fabian Lustenberger és Dárdai Pál sérült volt, így Perdedaj 2010 augusztus 14-én a német kupában lépett első alkalommal tétmérkőzésen pályára az első csapatban, mégpedig az SC Pfullendorf ellen. Augusztus 20-án debütált a Rot-Weiß Oberhausen elleni Bundesliga 2-es mérkőzésen. A szezon végén megnyerték a bajnokságot.
2010 novemberében 2015 márciusáig meghosszabbította a klubbal a szerződését. 2012 március 3-án debütált a Bundesligában a Werder Bremen ellen. A következő szezonban kölcsönbe került a Lyngby BK klubjába. A bajnokság őszi szezonját követően visszatért a Hertha BSC csapatához, hogy részt vegyen a téli edzőtáborba, majd visszatért Dániába. 2014 januárjában aláírt az Energie Cottbus csapatához. Az itt eltöltött másfél szezonja alatt 48 bajnoki és egy kupa mérkőzésen lépett pályára.
Remek teljesítményére felfigyelt az FSV Frankfurt és leigazolta őt. 2015. július 25-én debütált az RB Leipzig elleni bajnoki mérkőzésen a bajnokságban új klubjában. Az első gólját pont a lipcsei klub elleni vendég mérkőzésen szerezte a 18. fordulóban. A következő mérkőzésen ismét eredményes volt, az Arminia Bielefeld ellen. A szezonbeli utolsó, harmadik gólját az 1. FC Heidenheim ellen szerezte meg. 2016 nyarán aláírt az 1860 München csapatához. 2018. január 31-én aláírt a német 1. FC Saarbrücken csapatához.

## Válogatott
Miután megkapta a német állampolgárságot behívott kapott a korosztályos válogatottba. 2009 július 10-én a német U19-es labdarúgó-válogatottban debütált a luxemburgi U19-es labdarúgó-válogatott ellen. Az U20-as válogatottban 2010 szeptember 6-án a svájci U20-as labdarúgó-válogatott ellen 2-3-ra megnyert mérkőzésen debütált. Október 11-én az U21-esek közt is debütált, az ukrán U21-es labdarúgó-válogatott ellen két percet töltött pályán.
2014 március 5-én a haiti labdarúgó-válogatott elleni barátságos mérkőzésen debütált a koszovói labdarúgó-válogatottban. 2016. június 3-án már hivatalosan is pályára léphetett, mégpedig a feröeri labdarúgó-válogatott ellen.

## Sikerei, díjai
- Hertha BSC
  - Bundesliga 2: 2010–11